# Graben von Ottendorf
Der Graben von Ottendorf (auch Ottendorfer Graben, niedersorbisch Otašojska grobla) ist ein rechter Zufluss der Malxe in Brandenburg.
Er entspringt als Stadtgraben Peitz in Ottendorf, einem Wohnplatz von Peitz und verläuft rund 525 m in nordwestlicher Richtung. Dort zweigt er nach Westen ab und fließt rund 1360 m in dieser Richtung an der südlich gelegenen Garkoschke vorbei. Er zweigt anschließend nach Süden ab und entwässert nach rund 400 m in den Hammergraben. Ein weiterer Grabenzug verläuft rund 2470 m in westlicher Richtung, anschließend rund 450 m in nördlicher Richtung, um südlich von Drehnow in die Malxe zu entwässern.